# Rima T. Mayer
La Rima T. Mayer è una struttura geologica della superficie della Luna.
È intitolata all'astronomo e matematico tedesco Tobias Mayer.

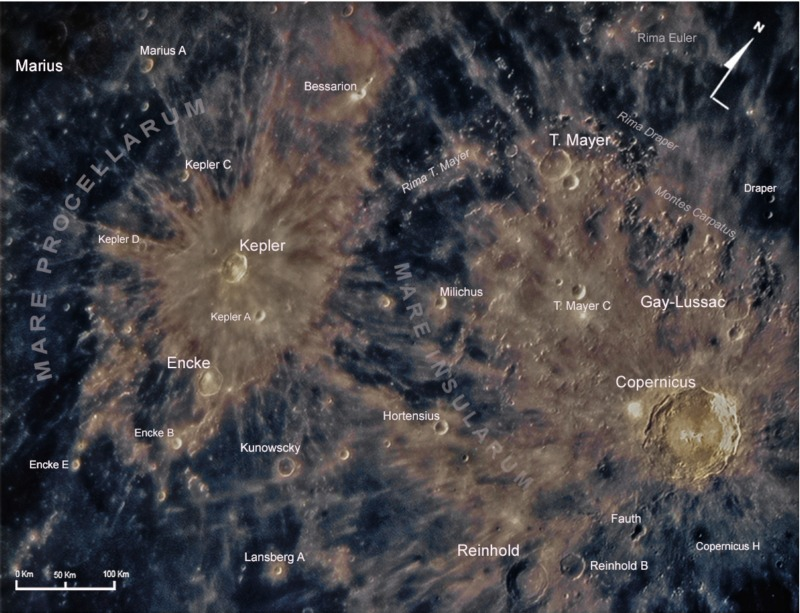
La regione della struttura con mineral postprocessing (VDVF) in acquisizione diurna